# Pershing megye
Pershing megye az Amerikai Egyesült Államokban, azon belül Nevada államban található. Megyeszékhelye és legnagyobb városa Lovelock. Lakosainak száma 6650 fő (2020. április 1.). Pershing megye Humboldt, Churchill, Lander és Washoe megyékkel határos.

## Népesség
A megye népességének változása:
| Lakosok száma | 6741 | 6642 | 6767 | 6877 | 6634 | 6650 |
|               | 2010 | 2011 | 2012 | 2013 | 2015 | 2020 |